# Epiplatys fasciolatus
Epiplatys fasciolatus är en fiskart som först beskrevs av Günther, 1866.  Epiplatys fasciolatus ingår i släktet Epiplatys och familjen Nothobranchiidae. IUCN kategoriserar arten globalt som livskraftig. Inga underarter finns listade i Catalogue of Life.